# Oliaigo
L'oliaigo o oliaigua és una sopa típica de Menorca. Té els seus orígens en la pagesia de l'illa i és per això que els seus ingredients són bàsicament productes de l'hort, com el tomàtic, la ceba o el pebrot verd. Tradicionalment feia part de l'esmorzar, però amb el temps ha esdevingut un plat que es menja per dinar.
És una sopa que en la seva versió més senzilla, en èpoques de mancança, de vegades es componia simplement d'aigua, una mica d'oli d'oliva i herbes. Després, si es podia, s'afegia algun all o alguna ceba. Posteriorment s'ha enriquit amb tomàquet de penjar i pebrot.
Per a la seva elaboració, es tallen les verdures a trossos no gaire grossos i es sofregeixen a poc a poc en oli d'oliva en un tià, afegint-hi una mica d'aigua de tant en tant si cal. Seguidament es cobreix d'aigua i s'escalfa sense que arribi a bullir. Com es fa amb altres sopes menorquines, es serveix la sopera a taula i una plata amb llesques primes de pa dur o torrat, i llavors cada comensal es serveix primer el pa al plat i després s'hi aboca la sopa. L'oliaigua se sol acompanyar de figues fresques a l'estiu (és el conegut oliagua amb figues).
També hi ha altres oliaigües d'hivern i de tardor, de primavera (oliaigua broix, oliaigua amb col, oliaigua blanc, oliaigua amb espàrecs...), i també oliaigües mariners, com són l'oliaigua amb pegellides, pades i cornets i també l'oliaigua amb crancs peluts.